# دختر بدون چهره
دختر بدون چهره (به انگلیسی: Girl with No Face) سومین آلبوم استودیویی از خواننده-ترانه‌پرداز کانادایی الی ایکس می‌باشد که در ۲۳ فوریهٔ سال ۲۰۲۴ از سوی توئین موزیک منتشر و توسط آوال توزیع گردید. دختر بدون چهره تقریباً کاملاً توسط الی ایکس نوشته و تهیه طی چهار سال پس از آلبوم پیشین وی تحت عنوان کیپ گاد (۲۰۲۰) شده‌است و مورد تحسین از سوی منتقدان موسیقی قرار گرفته‌است.